# 清野かほり
清野 かほり（きよの かおり、女性、1968年8月9日-）は、日本の小説家である。

## 略歴
福島県いわき市出身。福島県の県立高校卒業後上京、半年ほどセクシー系雑誌の編集を経験する。
その後、リクルートフロム・エーのアルバイト職で求人広告の制作に3年半携る。退社後コピーライター養成講座に通うも、資金不足にて中退。
その後、広告制作プロダクションに入社し、コピーライター修行に入る。この時に23歳と6ヶ月。その後も広告制作会社を転々とし、30歳の時に会社が倒産をしたのを機に、フリーランス・コピーライターになる。
31歳のときに小説新潮新人賞に初投稿、最終候補となる。同雑誌への3度目の投稿で小説新潮長編小説新人賞受賞。『石鹸オペラ』でデビューした。

## 小説
- 『石鹸オペラ』　2004年　2月（新潮社）第9回小説新潮長編小説新人賞受賞作
- 『テッキーヤ!』2006年　5月（講談社）書き下ろし
- 『スパイラル』　2007年　12月（ポプラ社）書き下ろし
- 『万華鏡』　2009年　8月（朝日新聞出版）書き下ろし
- 『ID』（アイディー）　2014年　8月（牧野出版）書き下ろし

## 掲載誌
- 『天国へダイヴ』小説新潮　2004年5月号
- 『欲望のアクア』小説新潮　2005年11月号
- 『母への手紙/愛すべき皺』オール讀物　2004年6月号
- 『ああ、恥ずかし/松茸会議』小説新潮　2005年6月号

## ジャーナリズム活動
- 『週刊金曜日』シリーズ記事『被爆者・女たちの本音』

第１回・2012年3月16日（第887号）
『私たちはモルモットじゃない！』
福島「県民健康管理調査」への疑問と不信
第２回・2012年3月23日（第888号）
『私は子どもに内部被曝させたのか……』
後手に回る行政に悲しみ憤る母親たち
第３回（最終回）2012年4月6日（第890号）
『なぜ内部被曝は明らかにされないのか』
住み続けるか避難するか、葛藤する母親たち

## 連載
- 牧野出版ホームページにて2014年9月より、エッセイ『ストレンジな人びと』を連載中。
- フリーペーパー『表参道ガイド』にて2015年4月より、小説『イデアの恋人』を連載中。

## テレビ出演
- 2007年2月～6月、BSジャパン「未来図鑑～NEXT BREAKER～」（月曜24：00～）コメンテーターとして出演。